# Ledne, Kostopil
Ledne (în ucraineană Ледне) este un sat în comuna Malîi Mîdsk din raionul Kostopil, regiunea Rivne, Ucraina.

## Demografie
Componența lingvistică a localității Ledne
     Ucraineană (98,81%)
     Rusă (1,19%)
Conform recensământului din 2001, majoritatea populației localității Ledne era vorbitoare de ucraineană (98,81%), existând în minoritate și vorbitori de rusă (1,19%).